# Mostje (gmina Lendava)
Mostje (węg. Hídvég) – wieś w Słowenii, w gminie Lendava. 1 stycznia 2018 liczyła 319 mieszkańców.